# Бурштиноподібні смоли
Бурштиноподібні смоли — смоли викопні. 

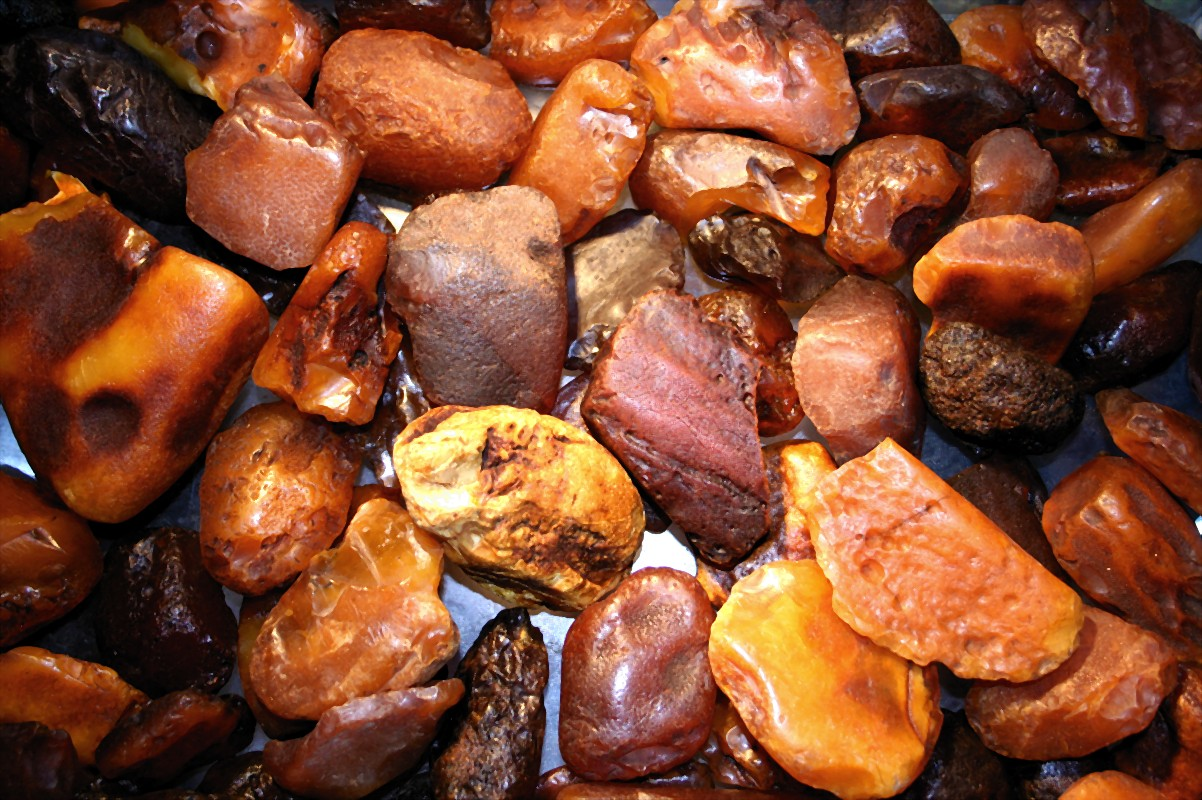
Різновиди бурштину.

Є найпоширенішим різновидом смол викопних. Мають переважно напівпрозору текстуру та жовтувато-буре забарвлення. Широко різняться за відтінком, фізичними властивостями, хімічним складом та походженням.

## Класифікація
За Орловим і Успенським (1936) виділяють 6 родин «аморфних бурштиноподібних смол» (ретенітів):
- 1. Сукциніти — тверді, в'язкі, добро добре піддаються механічній обробці і відомі людині з найдавніших часів. Зустрічаються завжди в перевідкладеному стані, поза зв'язку з буровугільними покладами. Помітно і порівняно однотипно розчиняються в орг. розчинниках (до 20 — 30%), характеризуються значним вмістом бурштинової кислоти в продуктах сухої перегонки. Сімейство включає: власне сукциніт, делятиніт, бірміт, цедарит, крантцит, амброзії та інш.
- 2. Копаліти — легкоплавкі (порівняно з сукцинітом), дуже слабко розчиняються в спирті, ефірі, добре — в бензолі, хлороформі, сірковуглеці. Багато копалітів мають підвищений вміст вуглецю і знижений — кисню. Сімейство включає: власне копаліт, амбрит, букарамангіт, кефлахіт (кьофрахіт) та інш.
- 3. Ретиніти — крихкі утворення, що зустрічаються звичайно безпосередньо в буро-вугільних покладах, тобто в первинному заляганні. Відрізняються, як правило, дуже високою розчинністю в орг, розчинниках і відсутністю в продуктах сухої перегонки бурштинової кислоти, що становить обов'язковий компонент продуктів сухої перегонки сукциніту. Сімейство включає: власне ретиніт, нейдорфіт, геданіт, валховіт та інш.
- 4. Шрауфіти — темнозабарвлені (червоні), з дуже високим вмістом кисню (17—20%), іноді явно вивітрілі. Гр. неоднорідна за складом; в'язкі, крихкі (здебільшого пов'язані з бурим вугіллям), іноді вельми легкоплавкі. Сімейство включає: власне шрауфіт, уїлерит, симетіт, іксоліт та інш. Спостерігається велика неоднорідність сімейства, що змушує сумніватися в доцільності виділення її як особливої класифікаційної групи.
- 5. Піроретини — бурі і чорні, практично нерозчинні і неплавкі; розглядаються як продукти глибокої зміни смолистої речовини. Група неоднорідна, частина включених до неї різновидів викопних смол виглядає сумнівною. Сімейство включає: «чорні балтійські (замландські) смоли» — беккерит і стантиніт — і смоли палеозойського вугілля — мідлетоніт, склеротиніт, піроретин, антракоксен.
- 6. Тіоретиніти — характеризуються високим вмістом сірки (від 1—1, 5 до 4—4, 7%). За іншими показниками дуже строката група. Сімейство включає: кісцелліт, тринкерит, айкаїт, телегдит, руменіт. Характеристичні параметри викопних смол, що використовуються зазвичай для класифікаційної діагностики, здебільшого недостатньо специфічні, що стосується особливо таких чисто мінералогічних параметрів, як густина, показник заломлення, твердість, текстура. Перспективним вважається застосування ІЧ-спектрометрії для класифікаційної діагностики смол.